# Ла-Ру (округ)
Ла-Ру, также Лару́ (англ. LaRue County) — округ в штате Кентукки, США. Официально образован в 1843 году. По состоянию на 2010 год, численность населения составляла 14 193 человек.

## География
По данным Бюро переписи США, общая площадь округа равняется 683,761 км2, из которых 678,581 км2 суша и 5,439 км2 или 0,800 % это водоёмы.

## Население
По данным переписи населения 2000 года в округе проживает 13 373 жителей в составе 5 275 домашних хозяйств и 3 866 семей. Плотность населения составляет 20,00 человек на км2. На территории округа насчитывается 5 860 жилых строений, при плотности застройки около 9,00-ти строений на км2. Расовый состав населения: белые — 94,65 %, афроамериканцы — 3,54 %, коренные американцы (индейцы) — 0,19 %, азиаты — 0,16 %, гавайцы — 0,03 %, представители других рас — 0,34 %, представители двух или более рас — 1,10 %. Испаноязычные составляли 1,05 % населения независимо от расы.
В составе 32,50 % из общего числа домашних хозяйств проживают дети в возрасте до 18 лет, 59,20 % домашних хозяйств представляют собой супружеские пары проживающие вместе, 10,50 % домашних хозяйств представляют собой одиноких женщин без супруга, 26,70 % домашних хозяйств не имеют отношения к семьям, 23,70 % домашних хозяйств состоят из одного человека, 11,20 % домашних хозяйств состоят из престарелых (65 лет и старше), проживающих в одиночестве. Средний размер домашнего хозяйства составляет 2,49 человека, и средний размер семьи 2,94 человека.
Возрастной состав округа: 25,00 % моложе 18 лет, 7,70 % от 18 до 24, 28,20 % от 25 до 44, 24,00 % от 45 до 64 и 24,00 % от 65 и старше. Средний возраст жителя округа 38 лет. На каждые 100 женщин приходится 95,40 мужчин. На каждые 100 женщин старше 18 лет приходится 92,90 мужчин.
Средний доход на домохозяйство в округе составлял 32 056 USD, на семью — 37 786 USD. Среднестатистический заработок мужчины был 30 907 USD против 20 091 USD для женщины. Доход на душу населения составлял 15 865 USD. Около 0,00 % семей и 0,00 % общего населения находились ниже черты бедности, в том числе — 0,00 % молодёжи (тех, кому ещё не исполнилось 18 лет) и 0,00 % тех, кому было уже больше 65 лет.

## Известные уроженцы
- В городе Ходженвилл родился 16-й президент США Авраам Линкольн[3].